# Miamiensis avidus
Miamiensis avidus (M. avidus) es una especie de organismos eucariotes unicelulares marinos que viven como parásitos de diversos tipos de peces. Se trata de uno de los diversos organismos conocidos como causantes de la enfermedad de los peces llamada escuticociliatosis, y se considera que es un patógeno económicamente significativo de la acuacultura. Se cree que fue el causante de la muerte, en el 2017, de una gran cantidad de peces y tiburones en la Bahía de San Francisco.